# Halorhadinus
Halorhadinus is een geslacht van kevers uit de familie van de kortschildkevers (Staphylinidae).

## Soorten
- Halorhadinus aequalis Sawada, 1971
- Halorhadinus inaequalis Sawada, 1971
- Halorhadinus sawadai Maruyama & Hayashi, 2009